# 皂帽花
皂帽花（学名：Dasymaschalon trichophorum）是番荔枝科皂帽花属的植物，是中国的特有植物。分布于中国大陆的广东、广西等地，生长于海拔500米的地区，多生在丘陵山地疏林中或低海拔的灌木丛中，目前尚未由人工引种栽培。

## 别名
儋丹皂帽花（中国植物学杂志）；毛皂帽花（海南通什）；鸡朵乎（海南澄迈）；菴罗（广东廉江）；乌木兰（海南尖峰岭）